# Хлопушка (музыкальный инструмент)
Хлопу́шка, бич — ударный музыкальный инструмент, принадлежащий к деревянным идиофонам с неопределённой высотой звучания.
Хлопушка состоит из двух деревянных дощечек длиной около 40-45 сантиметров и шириной около 10 см, соединённых между собой с одной стороны (у основания). Разводя свободные концы дощечек, исполнитель затем резко ударяет их друг о друга. Получающийся звук большой силы напоминает удар хлыста (отсюда название инструмента во многих языках) или пистолетный выстрел.
Инструменты с подобным принципом звукоизвлечения существуют в музыке разных народов в течение многих веков. У народов Восточной Европы такие хлопушки используются и в наше время.
В симфоническом оркестре хлопушка применяется с XIX века, как правило, для изобразительных целей (изображение выстрела и др.). Первый известный случай использования этого инструмента — опера Адана «Почтальон из Лонжюмо» (1836). Среди других сочинений, в которых есть хлопушка — Седьмая и Пятая симфонии Малера, Первый фортепианный концерт Равеля, «Путеводитель по оркестру для молодёжи» Бриттена, «Девушка с Запада» Джакомо Пуччини и др.